# Lucas Gomes
Lucas Gomes da Silva, mais conhecido como Lucas Gomes (Bragança, 29 de maio de 1990 — La Unión, 28 de novembro de 2016), foi um futebolista brasileiro que atuou como atacante. Sua última atuação foi pela Chapecoense, emprestado pelo Londrina

## Carreira
Nascido em Bragança, Lucas Gomes estreou no time profissional do Bragantino em 2010. Após atuar por clubes da região Norte, foi contratado pelo Londrina em 4 de maio de 2013.
Em 18 de setembro de 2013, foi emprestado ao Sampaio Corrêa para a disputa da Série C de 2013. Após o acesso do clube maranhense, ele retornou ao Londrina em dezembro, e fez parte do elenco que conquistou o Campeonato Paranaense de 2014, e foi novamente emprestado, dessa vez ao Icasa, em julho de 2014.
Em 23 de dezembro de 2014, Lucas Gomes foi emprestado ao Fluminense por um ano.
Foi anunciado como reforço da Chapecoense em janeiro de 2016.

## Morte
Ver Artigo Principal: Voo 2933 da Lamia
Lucas Gomes foi uma das vítimas fatais da queda do Voo 2933 da Lamia, considerada a maior tragédia do esporte mundial, na noite do dia 28  de novembro de 2016. A aeronave transportava a equipe da Chapecoense para Medellin, onde disputaria a primeira partida da final da Copa Sul-Americana de 2016. Além da equipe da Chapecoense, a aeronave também levava 21 jornalistas brasileiros que cobririam a partida contra o Atlético Nacional (COL).

## Títulos
Londrina
- Campeonato Paranaense: 2014

Icasa
- Copa Fares Lopes: 2014

Chapecoense
- Campeonato Catarinense: 2016
- Copa Sul-Americana: 2016[11]